# Savage Garden
Savage Garden was een Australische popgroep, bestaand uit Darren Hayes en Daniel Jones.
Deze groep werd gevormd toen Daniel Jones audities hield voor een nieuwe zanger voor zijn band Red Edge. Darren Hayes (die vroeger een kleuterschoolleraar was) meldde zich voor de auditie. Zij braken spoedig daarna met Red Edge en brachten hun debuutalbum uit in 1997. De naam Savage Garden werd overgenomen uit het boek The Vampire Chronicles van Anne Rice, van wie Hayes een groot liefhebber is.
Hayes en Jones schreven zelf al hun muziek. Hun eerste echte commerciële succes in hun geboorteland met "I Want You". Er werd pas echt wereldwijd succes geboekt met het nummer "Truly Madly Deeply". Meer succes kwam er na het uitbrengen van hun tweede album, Affirmation, met daarop de hit "I Knew I Loved You".
In 2001 kondigde Savage Garden aan ermee te gaan stoppen. In de periode tot 2004 heeft Savage Garden meer dan 20 miljoen albums en 15 miljoen singles verkocht. In 2005 verscheen nog een album met muzikale hoogtepunten.
Darren Hayes startte na Savage Garden een solocarrière met bescheiden succes. Daniel Jones werkt alleen nog achter de schermen, onder meer als producer.

## Discografie

### Albums
1997 - Savage Garden
1. To The Moon And Back
2. I Want You
3. Truly Madly Deeply
4. Tears Of Pearls
5. Universe
6. Carry On Dancing
7. Violet
8. Break Me Shake Me
9. A Thousand Words
10. Promises
11. Santa Monica

1999 - Affirmation
1. Affirmation
2. Hold Me
3. I Knew I Loved You
4. The Best Thing
5. Crash And Burn
6. Chained To You
7. The Animal Song
8. The Lover After Me
9. Two Beds And A Coffee Machine
10. You Can Still Be Free
11. Gunning Down Romance
12. I Don't Know You Anymore

2005 - Truly, Madly, Deeply: Best of Savage Garden
1. I Want You
2. I Knew I Loved You
3. To The Moon And Back
4. Hold Me
5. Santa Monica
6. Crash And Burn
7. Break Me Shake Me
8. Truly Madly Deeply
9. The Animal Song
10. Affirmation
11. So Beautiful
12. California
13. I Don't Care
14. I'll Bet He Was Cool
15. Love Can Move You
16. Fire Inside The Man
17. This Side Of Me

### Singles
| Single met eventuele hitnotering(en) in de Nederlandse Top 40 | Datum van verschijnen | Datum van binnenkomst | Hoogste positie | Aantal weken | Opmerkingen |
| ------------------------------------------------------------- | --------------------- | --------------------- | --------------- | ------------ | ----------- |
| I Want You                                                    | 1996                  |                       |                 |              |             |
| To the Moon and Back                                          | 1996                  |                       |                 |              |             |
| Truly Madly Deeply                                            | 1997                  |                       |                 |              |             |
| Break Me Shake Me                                             | 1997                  |                       |                 |              |             |
| Universe                                                      | 1997                  |                       |                 |              |             |
| I Want You                                                    | 1997                  | 3-9-1997              | 22              | 4            |             |
| Truly Madly Deeply                                            | 1998                  | 11-4-1998             | 6               | 14           |             |
| To the Moon and Back                                          | 1998                  | 17-10-1998            | 33              | 6            |             |
| Santa Monica                                                  | 1998                  |                       |                 |              |             |
| I Want You '98                                                | 1998                  | 1998                  | tip             |              |             |
| Tears Of Pearls                                               | 1998                  | 1999                  | tip             |              |             |
| The Animal Song                                               | 1999                  | 1999                  | tip             |              |             |
| I knew I loved You                                            | 1999                  | 1999                  | tip             |              |             |
| I knew I loved You                                            | 1999                  | 2000                  | tip             |              |             |
| Affirmation                                                   | 2000                  |                       |                 |              |             |
| Crash & Burn                                                  | 2000                  |                       |                 |              |             |
| Chained to You                                                | 2000                  |                       |                 |              |             |
| Hold Me                                                       | 2000                  |                       |                 |              |             |
| The Best Thing                                                | 2001                  |                       |                 |              |             |